# 訥沃達里
訥沃達里（發音：[nəvoˈdarʲ]）是羅馬尼亞的城鎮，位於該國東南部，距離首府康斯坦察16公里，由康斯坦察縣負責管轄，面積70.32平方公里，海拔高度15米，2009年人口35,587，大多數居民信奉東正教。

## 外部連結
- Primăria orașului Năvodari （页面存档备份，存于）
- Navodari, Orasul Navodari, Informatii Navodari （页面存档备份，存于）
- Televiziunea Orasului Navodari Live  （页面存档备份，存于）